# Box na Letních olympijských hrách 2004
Box na Letních olympijských hrách 2004 v Řecku.

## Medailisté

### Muži
| Kategorie                    | Zlato                                     | Stříbro                               | Bronz                                  | Bronz                                        |
| ---------------------------- | ----------------------------------------- | ------------------------------------- | -------------------------------------- | -------------------------------------------- |
| Lehká muší váha (– 48 kg)    | Yan Bartelemí · Kuba (CUB)                | Atagün Yalçınkaya · Turecko (TUR)     | Cou Š’-ming · Čína (CHN)               | Sergey Kazakov · Rusko (RUS)                 |
| Muší váha (– 51 kg)          | Yuriorkis Gamboa · Kuba (CUB)             | Jérôme Thomas · Francie (FRA)         | Fuad Aslanov · Ázerbájdžán (AZE)       | Rustamhodza Rahimov · Německo (GER)          |
| Bantamová váha (– 54 kg)     | Guillermo Rigondeaux · Kuba (CUB)         | Worapoj Petchkoom · Thajsko (THA)     | Aghasi Mammadov · Ázerbájdžán (AZE)    | Bahodirjon Sultonov · Uzbekistán (UZB)       |
| Pérová váha (– 57 kg)        | Alexej Tiščenko · Rusko (RUS)             | Kim Song-Guk · Severní Korea (PRK)    | Vitali Tajbert · Německo (GER)         | Jo Seok-Hwan · Jižní Korea (KOR)             |
| Lehká váha (– 60 kg)         | Mario Kindelán · Kuba (CUB)               | Amir Khan · Velká Británie (GBR)      | Serik Yeleuov · Kazachstán (KAZ)       | Murat Khrachev · Rusko (RUS)                 |
| Velterová váha (– 64 kg)     | Manus Boonjumnong · Thajsko (THA)         | Yudel Johnson · Kuba (CUB)            | Boris Georgiev · Bulharsko (BUL)       | Ionuţ Gheorghe · Rumunsko (ROU)              |
| Lehká střední váha (– 67 kg) | Bachtijar Artajev · Kazachstán (KAZ)      | Lorenzo Aragón · Kuba (CUB)           | Kim Jung-Joo · Jižní Korea (KOR)       | Oleg Saitov · Rusko (RUS)                    |
| Střední váha (– 75 kg)       | Gaydarbek Gaydarbekov · Rusko (RUS)       | Gennady Golovkin · Kazachstán (KAZ)   | Suriya Prasathinphimai · Thajsko (THA) | Andre Dirrell · Spojené státy americké (USA) |
| Polotěžká váha (– 81 kg)     | Andre Ward · Spojené státy americké (USA) | Magomed Aripgadjiev · Bělorusko (BLR) | Ahmed Ismail · Egypt (EGY)             | Utkirbek Haydarov · Uzbekistán (UZB)         |
| Těžká váha (– 91 kg)         | Odlanier Solís · Kuba (CUB)               | Viktar Zuyev · Bělorusko (BLR)        | Mohamed Elsayed · Egypt (EGY)          | Nasser Al Shami · Sýrie (SYR)                |
| Super těžká váha (+ 91 kg)   | Alexandr Povětkin · Rusko (RUS)           | Mohamed Aly · Egypt (EGY)             | Michel López Núñez · Kuba (CUB)        | Roberto Cammarelle · Itálie (ITA)            |

## Přehled medailí podle zemí
| Pořadí | Země                         | Zlato | Stříbro | Bronz | Celkově |
| ------ | ---------------------------- | ----- | ------- | ----- | ------- |
| 1      | Kuba (CUB)                   | 5     | 2       | 1     | 8       |
| 2      | Rusko (RUS)                  | 3     | 0       | 3     | 6       |
| 3      | Thajsko (THA)                | 1     | 1       | 1     | 3       |
| 4      | Kazachstán (KAZ)             | 1     | 1       | 1     | 3       |
| 5      | Spojené státy americké (USA) | 1     | 0       | 1     | 2       |
| 6      | Bělorusko (BLR)              | 0     | 2       | 0     | 2       |
| 7      | Egypt (EGY)                  | 0     | 1       | 2     | 3       |
| 8      | Francie (FRA)                | 0     | 1       | 0     | 1       |
| 8      | Velká Británie (GBR)         | 0     | 1       | 0     | 1       |
| 8      | Severní Korea (PRK)          | 0     | 1       | 0     | 1       |
| 8      | Turecko (TUR)                | 0     | 1       | 0     | 1       |
| 12     | Ázerbájdžán (AZE)            | 0     | 0       | 2     | 2       |
| 12     | Německo (GER)                | 0     | 0       | 2     | 2       |
| 12     | Jižní Korea (KOR)            | 0     | 0       | 2     | 2       |
| 12     | Uzbekistán (UZB)             | 0     | 0       | 2     | 2       |
| 16     | Bulharsko (BUL)              | 0     | 0       | 1     | 1       |
| 16     | Čína (CHN)                   | 0     | 0       | 1     | 1       |
| 16     | Itálie (ITA)                 | 0     | 0       | 1     | 1       |
| 16     | Rumunsko (ROU)               | 0     | 0       | 1     | 1       |
| 16     | Sýrie (SYR)                  | 0     | 0       | 1     | 1       |